# إثارة (مغناطيسية)
إثارة  في المغناطيسية و الكهرباء (بالإنكليزية: Excitation)

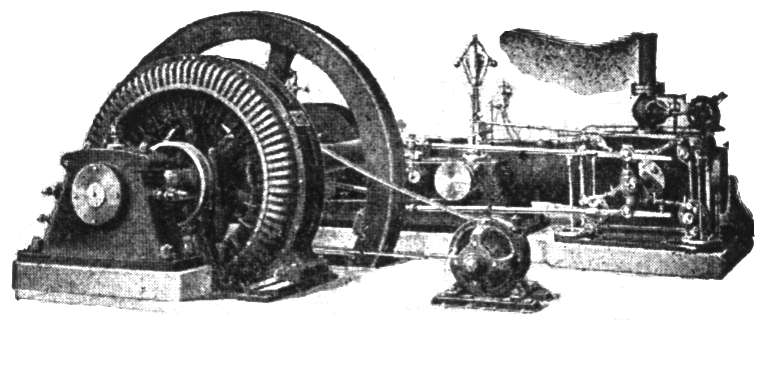
مولد كهربائي قدرة 100 كيلو فولط أمبير للتيار المتردد ويعمل بالإثارة ، من عام 1917.

يتكون مولد كهربائي أو محرك كهربائي من عضو دوار يدور في مجال مغناطيسي. وقد يكون  المجال المغناطيسي ناتجا من مغناطيس ذاتي أو ناتجا من ملف يسير  فيه تيار كهربائي. وفي حالة آلة تعمل بملف  يسير تيار كهربائي في الملف لإنتاج المجال المغناطيسي ، وإلا لا تنتقل طاقة إلى الدوار (حالة محرك كهربائي) أو من الدوار (حالة مولد كهربائي). وعملية إنتاج مجال مغناطيسي عن طريق تيار كهربائي تسمى «إثارة مغناطيسية».

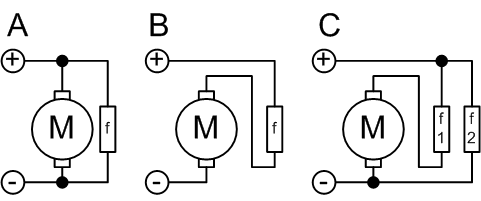
يمكن توصيل ملف الذي ينتج الحقل المغناطيسي على التوازي ، أو التوالي أو كلاهما معا بالعضو المتحرك في آلة تعمل بالتيار المستمر (سواء كان محرك كهربائي أو مولد كهربائي)

## الإثارة في مولد كهربائي

### مبدأ التضخيم
الجهد المتولد من مولد ذو مغناطيس ذاتي تكون ثابتة . و بصفة عامة يتناسب الجهد  المتولد في مولد مع شدة المجال المغناطيسي. أي كلما زادت شدة المجال المغناطيسي المثيرة يزداد الجهد الكهربائي المتولد . فإذا استخدمنا ملفا للإثارة المغناطيسية زاد الجهد الكهربائي المتولد بزيادة شدة المجال المغناطيسي . وعندما لا يمر تيار خارجي في الملف يختفي المجال المغناطيسي وبالتالي يختفي الجهد الكهربائي .
الشكل التوضيحي مأخود من المقال الإنجليزي وهو ليس مرئيا هنا . هناك صورة إلى اليمين تبين عضو دوار بين قطبي مغناطيس ذاتي على شكل حدوة الحصان . العضو الدوار  عبارة عن ملف من سلك ، فإذا قمنا بتدوير الملف نشأ فيه تيار كهربائي يمكن الاستفادة منه .أي تتحول الحركة الميكانيكية إلى طاقة كهربائية . هذا هو مبدأ توليد الكهرباء في الدينامو أو توليد التيار من سد مائي أو من دوران زعانف مروحة تحول طاقة الرياح  إلى تيار كهربائي وهو يتم عن طريق مولد كهربائي . وفي الشكل إلى اليسار (أنظر المقال في ويكيبيديا الإنجليزية) استعيضا عن المغناطيس الذاتي بمغناطيس  يعمل بالكهرباء ، فملفوف علي ناحيتي  حدوة حديدية  ملفان لتوليد مجالا مغناطيسيا بواسطة تيار كهربائي إضافي  . بالمثل في تلك الآلة ، إذا أدرنا  فيه العضو الدوار نشأ تيار في الملف المركزي (العضو الدوار) وفي الدائرة الخارجية ويمكن استغلاله . وعمليا هذه هي طريقة توليد الكهرباء من سد مائي ، مثل خزان أسوان أو السد العالي.
ويمكن اعتبار  المولد الكهربائي انه مضخم ، يستخدم قوة كهربائية صغيرة لإنتاج قوة كهربائية كبيرة . وتنشأ القوة الكهربائية الكبيرة من طاقة سقوط المياه . ولكن نحتاج للمغناطيس  تيار كهربائي صغير تنتجه آلة أخرى صغيرة.
لانتاج طاقة كبيرة من سد مائي نحتاج أولا إلى مجال مغناطيسي يحول حركة العضو المتحرك إلى كهرباء . ونحن ننتج أولا تيار كهربائي من آلة صغيرة أو بطارية لامداد مغناطيس المولد الكبير وبحركة المياه التي تدير العضو الدوار يتولد التيار الكهربائي من الخزان .

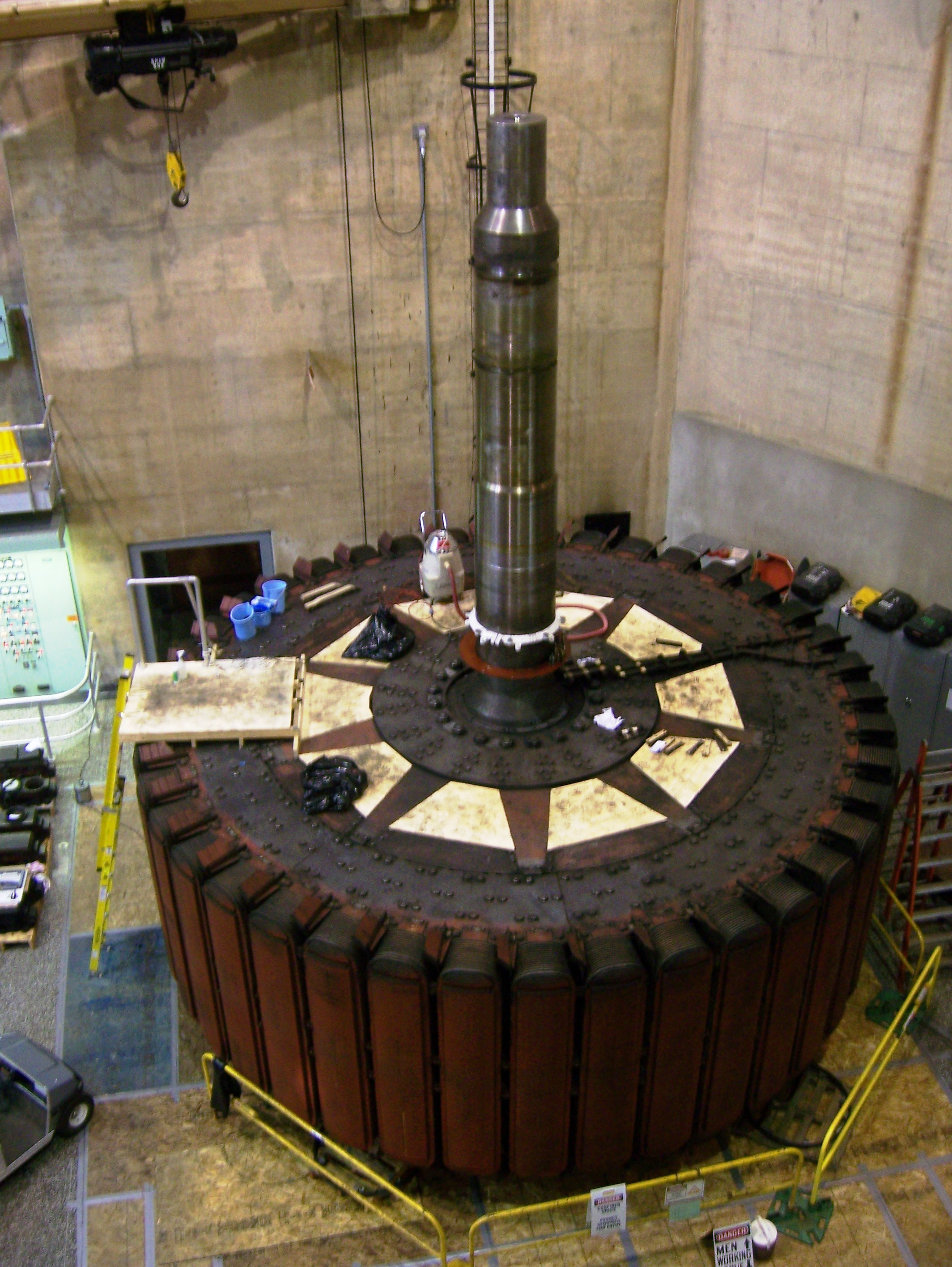
العضو الدوار ذو 40 زوج أقطاب لمولد كهرباء في سد هوفر بالولايات المتحدة الأمريكية أثناء أعمال الصيانة.

### إثارة منفصلة

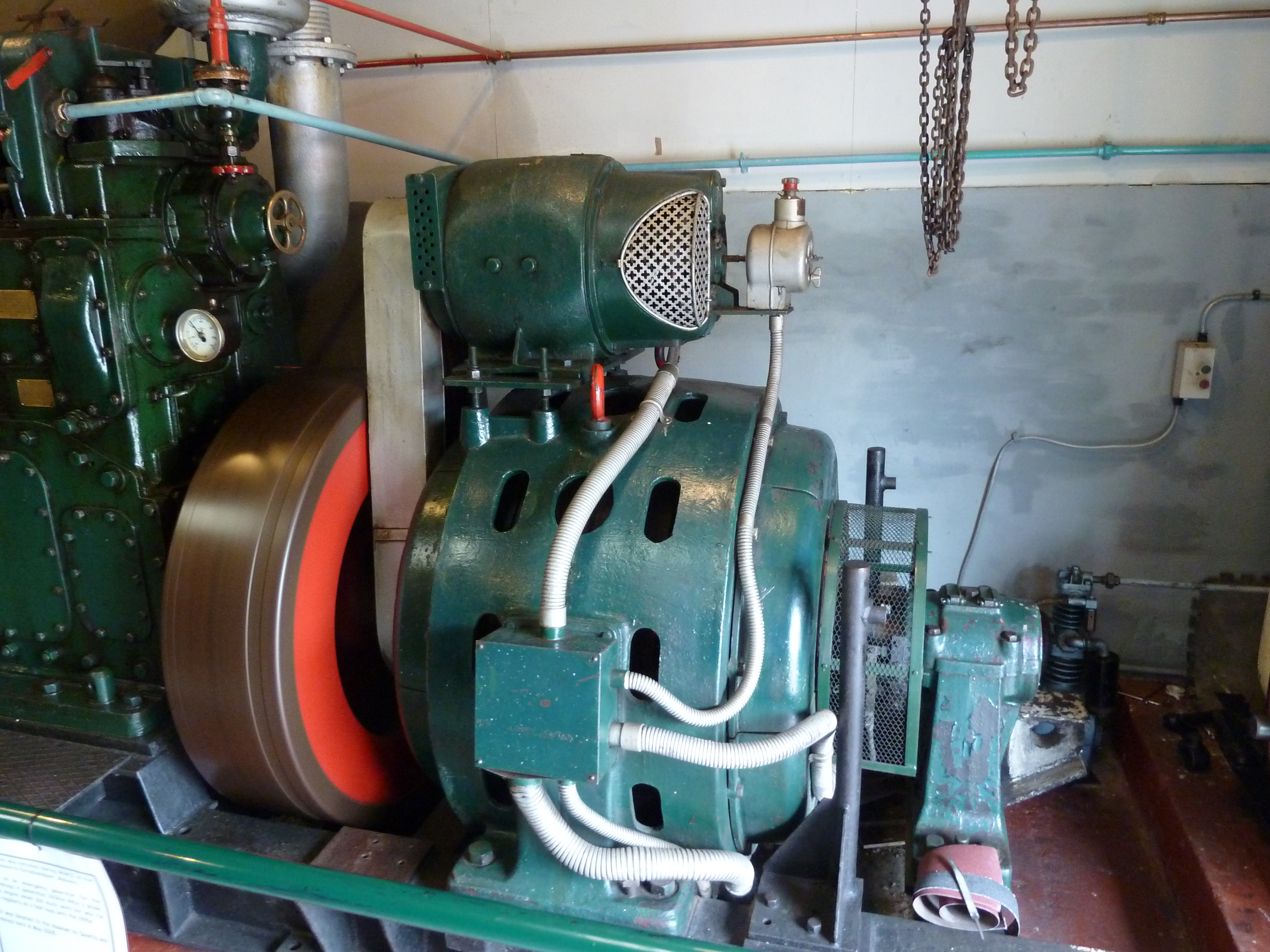
Alternator of 1930s diesel generating set, with excitation dynamo above

بالنسبة إلى مولد كهربائي كبير أو مولد كهربائي قديم يستخدم دينامو عادة لإثارة مولد الطاقة الكبير . والدينامو عبارة عن مغناطيس ذاتي أو يعمل ببطارية تنتج المجال المغناطيسي للمولد الكبير .
الصورة تبين جهاز يعمل بالديزل ليدير العضو الدوار وعن طريق إثارة مغناطيسية تأتي من دينامو فوق الجهاز فينتج التيار الكهربائي (الجهاز هو مولد كهربائي) .

### الإثارة الذاتية
تحتوي مولدات الكهرباء الحديثة على ملفات للمجال المغناطيسي «تثار ذاتيا» حيث تستطع جزء من الطاقة الكهربائية المتولدة من العضو الدوار لتغذية الملف . تتبقى جزء من المغناطيسية في حديد العضو الدوار حتى بعد انقطاع التيار عنه . فعند بدء المولد تنتج تلك المغناطيسية الضعيفة جهدا كهربائيا في ملفات العضو الثابت والذي يتسبب بالتالي في زيادة تيار الإثارة ، وتتزايد سرعة الآلة حتى تصل إلى جهدها العالي .

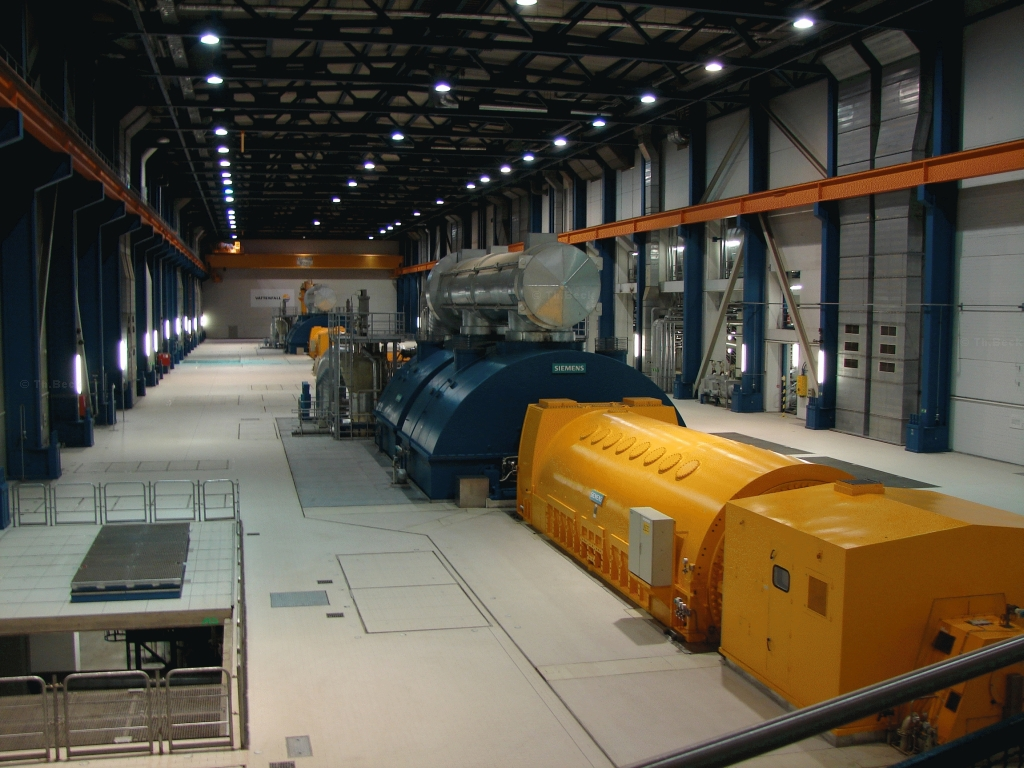
ورشة انتاج الكهرباء : في المقدمة الصندوق الأصفر وهو عبارة عن جهاز الإثارة ، يتبعه مولد توربيني (أصفر) وخلفه توربين بخاري (أزرق) لانتاج الكهرباء.

## اقرأ أيضا
- تيار أحادي الطور
- دارة نجمية
- تيار ثلاثي الطور
- عدد أزواج الأقطاب
- خط جهد عالي
- نقل الكهرباء
- مغناطيس كهربي
- طور الموجة
- تيار متردد
- آلة قطب ذراعي